# Бражино (Смоленская область)
Бра́жино — деревня в Смоленской области России, в Дорогобужском районе. Расположена в центральной части области в 10 км к юго-востоку от Дорогобужа, в 8 км восточнее автодороги Р137 Сафоново — Рославль, на левом берегу реки Рясна. Население — 28 жителей (2007). Входит в состав Княщинского сельского поселения.

## История
Известно как минимум с 1634 года (как пустошь). В 1687 году становится селом: отцом царицы Прасковьи — жены Иоанна V, Фёдором Петровичем Салтыковым была построена церковь Ильи Пророка. В своё время селом владели князья Звенигородские, Салтыковы, Барышниковы.
В 1891 году в селе была открыта церковно-приходская школа. В это время владелицей села была Мария Васильевна Черкасова, урожденная Хрущева (1838—1892), состоявшая в первом замужестве — за поручиком С. А. Барышниковым. Во втором браке она была замужем за Борисом Ивановичем Черкасовым. Бражино перешло к ней по завещанию сына от первого брака.После смерти М. В. Черкасовой 4 января 1892 года, её имущество по завещанию перешло в распоряжение Смоленского губернского земства.
В 1868 году в селе было 4 двора и 30 жителей, в 1904 году — 38 жителей, в 2007 году — 28 жителей.
Во время Отечественной войны, 12 августа 1812 года здесь располагалась «главная квартира русской армии».
Во время Великой Отечественной войны в сентябре 1941 года каменная церковь (построенная в 1788 году генерал-майором Сергеем Николаевичем Салтыковым) была взорвана советскими войсками при отступлении; тогда же был разрушен и двухэтажный усадебный дом. В настоящее время сохранилась часть усадебных построек и остатки парка.

## Достопримечательности
- В 2 км северо-восточнее деревни древнее городище.

## Население
- 1897 год — 38 жителей
- 2000 год — 31 житель
- 2007 год — 28 жителей